# Långasjön (Ronneby socken, Blekinge)
Långasjön är en sjö i Ronneby kommun i Blekinge och ingår i Ronnebyån-Vierydsåns kustområde. Sjön är 2,7 meter djup, har en yta på 0,203 kvadratkilometer och befinner sig 27,6 meter över havet.

## Delavrinningsområde
Långasjön ingår i det delavrinningsområde (622951-146449) som SMHI kallar för Rinner mot Ronnebyfjärden. Medelhöjden är 29 meter över havet och ytan är 5,05 kvadratkilometer. Det finns inga avrinningsområden uppströms utan avrinningsområdet är högsta punkten. Avrinningsområdets utflöde mynnar i havet, utan att ha någon enskild mynningsplats. Avrinningsområdet består mestadels av skog (81 %). Avrinningsområdet har 0,2 kvadratkilometer vattenytor vilket ger det en sjöprocent på 3,9 %. Bebyggelsen i området täcker en yta av 0,03 kvadratkilometer eller 1 % av avrinningsområdet.